# Manfred O. Hinz
Manfred Otto Hinz (* 1936) ist ein deutscher Rechtswissenschaftler.

## Leben
Er studierte Philosophie und Jura an der Universität Mainz (erstes juristisches Staatsexamen 1960). Nach dem Referendariat in Rheinland-Pfalz legte er 1964 das zweite Staatsexamen ab und wurde im selben Jahr in Mainz promoviert. Nach dem Zweitstudium der Ethnologie, Soziologie und Orientalistik wurde er 1971 Professor für Öffentliches Recht, Politische Soziologie und Rechtssoziologie an der Universität Bremen.

## Schriften (Auswahl)
- Tarifhoheit und Verfassungsrecht. Eine Untersuchung über die tarifvertragliche Vereinbarungsgewalt. Berlin 1971, ISBN 3-428-02357-9.
- mit Charles F. Doran und Peter Cornelius Mayer-Tasch:  Umweltschutz – Politik des peripheren Eingriffs. Eine Einführung in die Politische Ökologie. Darmstadt 1974, ISBN 3-472-61132-4.
- mit Frank Thomas Gatter und Regine Winter: Guidelines for monitoring the 1989 elections in Namibia. Bremen 1989, OCLC 246561709.
- mit Hajo Streitberger: A computerised legal information system (COLIS). Report. Bremen 1989, OCLC 612779504.